# 德比 (康涅狄格州)
德比（英語：Derby，'dər-bē）是美國康乃狄克州紐黑文縣的一個城市。面積14.0平方公里。根據美國2000年人口普查，人口12,391人。
1675年改以英國的德比為名。1775年建鎮。1893年設市。